# Poslanecký klub Komunistické strany Čech a Moravy
Poslanecký klub Komunistické strany Čech a Moravy (KSČM) existoval v Poslanecké sněmovně od roku 1994 (původně součást koalice Levý blok) až do roku 2021. Ve volbách na podzim roku 2021 strana získala 3,60 % hlasů a do Poslanecké sněmovny se nedostala.

## Historie klubu
| Volby | Počet zvolených poslanců | Postavení klubu             | Předseda klubu               | Předseda strany                    |
| ----- | ------------------------ | --------------------------- | ---------------------------- | ---------------------------------- |
| 1992  | 11/200                   | Opozice                     | Václav Exner                 | Jiří Svoboda, Miroslav Grebeníček  |
| 1996  | 22/200                   | Opozice                     | Vojtěch Filip                | Miroslav Grebeníček                |
| 1998  | 24/200                   | Opozice                     | Vojtěch Filip                | Miroslav Grebeníček                |
| 2002  | 41/200                   | Opozice                     | Vojtěch Filip, Pavel Kováčik | Miroslav Grebeníček, Vojtěch Filip |
| 2006  | 26/200                   | Opozice                     | Pavel Kováčik                | Vojtěch Filip                      |
| 2010  | 26/200                   | Opozice                     | Pavel Kováčik                | Vojtěch Filip                      |
| 2013  | 33/200                   | Opozice                     | Pavel Kováčik                | Vojtěch Filip                      |
| 2017  | 15/200                   | Tolerance vlády (ANO, ČSSD) | Pavel Kováčik                | Vojtěch Filip                      |